# Bulgarrenault
Bulgarrenault (auch: Bulgar-Renault) war ein bulgarischer Automobilhersteller in Plowdiw.

## Geschichte
Renault schloss 1966 einen Vertrag mit der bulgarischen Außenhandelsorganisation Bulet ab, der die Lizenzfertigung von Automobilen vorsah. An dem Projekt war auch der bulgarische Waffenhersteller Metalhim beteiligt. Bereits im gleichen Jahr entstanden die ersten Exemplare. Die Fahrzeuge waren vor allem für den bulgarischen Markt gedacht; 1.773 Autos wurden zwischen 1968 und 1970 aber auch nach Jugoslawien, Österreich und in den Nahen Osten exportiert. 1971 endete die Produktion.

## Modelle

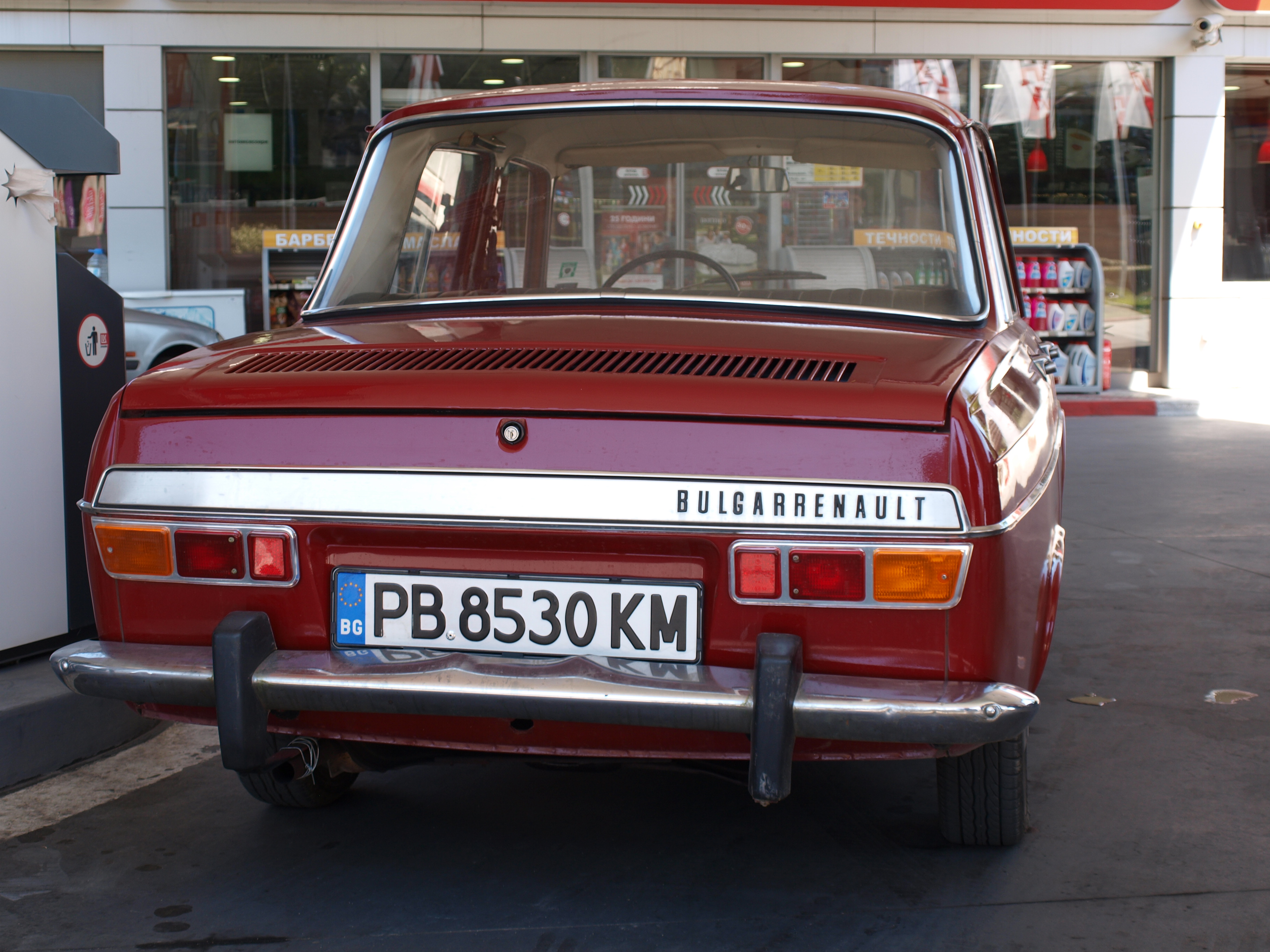
Bulgarrenault R10

### 8
Das erste Modell war ein Lizenzbau des Renault 8. Ein Vierzylindermotor mit 956 cm³ Hubraum mit 29 kW Leistung war im Heck montiert und trieb die Hinterachse an. Die viertürige Limousine mit 2270 mm Radstand war 3995 mm lang, 1490 mm breit und 1361 mm hoch. Die Höchstgeschwindigkeit war mit 132 km/h angegeben, und der Benzinverbrauch mit 6,8 Liter auf 100 km.

### 10
Im März 1968 kam der Lizenzbau des Renault 10 dazu.

Hebros 1100
Die Eigenentwicklung des Hebros wurde zwar auf der Handelsmesse in Plovdiv im Jahr 1968 vorgestellt, blieb jedoch ein Prototyp, da die Bezahlung von Renaultteilen und der Fertigungsanlagen nicht finanziert werden konnte.

## Produktionszahlen
| Jahr  | Stückzahl |
| 1966  | 50        |
| 1967  | 870       |
| 1968  | 1600      |
| 1969  | 2486      |
| 1970  | 967       |
| 1971  | 567       |
| Summe | 6540      |

Bis 1970 wurden davon 3.100 Exemplare des Renault 8 und 2.790 Fahrzeuge des Renault 10 hergestellt. Quelle: